# Kriegerdenkmal Schlagenthin

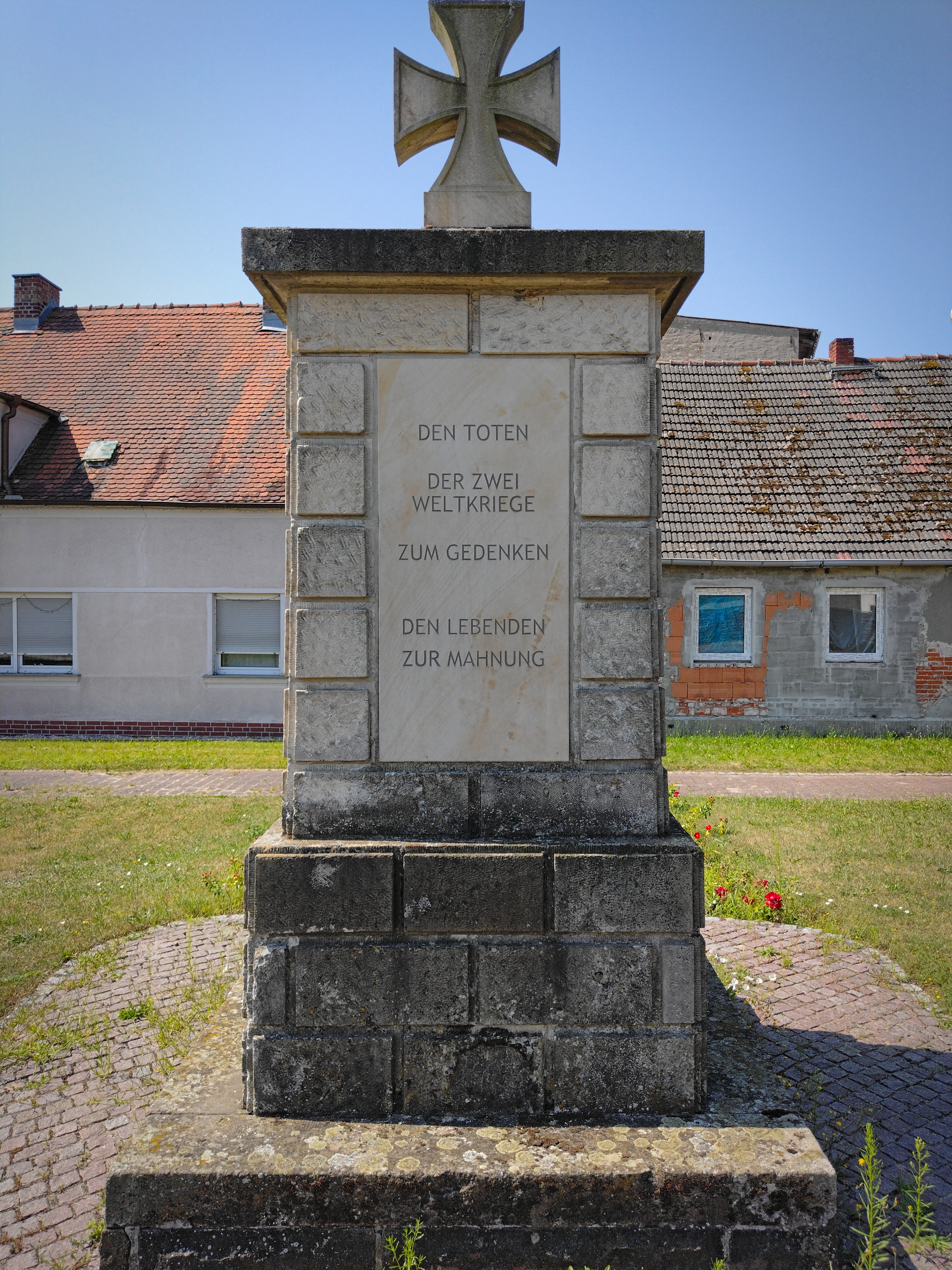
Kriegerdenkmal Schlagenthin, Nordseite

Das Kriegerdenkmal Schlagenthin ist ein denkmalgeschütztes Kriegerdenkmal in der Ortschaft Schlagenthin der Stadt Jerichow in Sachsen-Anhalt. Im örtlichen Denkmalverzeichnis ist das Kriegerdenkmal unter der Erfassungsnummer 094 86805 als Baudenkmal verzeichnet.

## Lage
Das Kriegerdenkmal von Schlagenthin befindet sich an der Breiten Straße, von Kleinwusterwitz kommend auf der rechten Seite.

## Gestaltung
Es handelt sich bei dem Kriegerdenkmal um eine Stele mit einer Inschrift für die Gefallenen des Ersten und des Zweiten Weltkrieges. Auf der Rückseite ist in die Stele ein Schwert und ein Kranz eingraviert.

## Inschrift
Den Toten der zwei Weltkriege zum Gedenken Den Lebenden zur Mahnung, 1914 – 18, 1939 – 1945